# Birdhouse
Birdhouse (anciennement Birdhouse Projects, nom complet Birdhouse Skateboards) est une entreprise américaine qui exerce son activité dans l'univers du skateboard. L'entreprise, fondée en 1992 par Tony Hawk et Per Welinder, fait le commerce de planches de skate et de roues, de vêtement et d'accessoires, de vidéo en rapport avec le skateboard,.

## Vidéo

### Feasters(1992)
- VHS, 20 minutes
- Skaters : Steve Berra, Tony Hawk, Jeremy Klein, Willy Santos
- Autres skaters : Mark Gonzales, Eric Koston, Bucky Lasek

### Sans-titre (1992)
- VHS, 20 minutes
- Skaters : Tony Hawk, Matt Beach, Jeremy Klein, Andrew Reynolds, Willy Santos

### Ravers(1993)
- VHS, 29 minutes
- Skaters : Tony Hawk, Jeremy Klein, Matt Beach, Andrew Reynolds, Willy Santos

### The End(1998)
- VHS, 41 minutes
- Skaters : Steve Berra, Tony Hawk, Heath Kirchart, Joey Poiriez, Jeremy Klein, Bucky Lasek, Rick McCrank, Andrew Reynolds, Willy Santos, Brian Sumner

### The Beginning(2007)
- DVD, 45 minutes
- Skaters : Tony Hawk, Jeremy Klein, Steve Nesser, Willy Santos, Brian Sumner, Shaun White